# Acampsis brevis
Acampsis brevis är en stekelart som beskrevs av Van Achterberg och Austin 1992. Acampsis brevis ingår i släktet Acampsis och familjen bracksteklar. Inga underarter finns listade i Catalogue of Life.